# Skarvan og Roltdalen nationalpark
63°13′N 11°25′Ø / 63.217°N 11.417°Ø
Skarvan og Roltdalen nationalpark ligger i Selbu, Tydal, Meråker og Stjørdal kommune i  Trøndelag fylke i Norge. 
Nationalparken blev oprettet i 2004 og er på 441,5 km². Parken grænser op til Stråsjøen-Prestøyan naturreservat og omfatter et stort skov- og fjeldområde som er typisk for Trøndelagsregionens fjeldområder, og har både kulturhistorie og naturhistoriske indslag. 
Skarvan og Fongen er markante fjelde i området. Trondhjems Turistforening har et netværk af ruter i  nationalparken.

## Ekstern henvisning
- Direktoratet for naturforvaltning, information om Skarvan og Roltdalen nationalpark Arkiveret 30. september 2007 hos  Wayback Machine